# Cuamba
Cuamba est une ville située dans la province de Niassa, au Mozambique.

## Transport
Cuamba est situé à la jonction du chemin de fer de Nacala et de la ligne Cuamba—Lichinga.

## Source
- (en) Cet article est partiellement ou en totalité issu de l’article de Wikipédia en anglais intitulé « Cuamba » (voir la liste des auteurs).